# Pivara
Pivara (Servisch: Пивара) is een gemeente in het Servische district Šumadija en maakt deel uit van de stad Kragujevac.
Pivara telt 49.154 inwoners (2002). De oppervlakte bedraagt 258 km², de bevolkingsdichtheid is 190,5 inwoners per km².